# Point Break
Point Break (Le llaman Bodhi, en España; Punto límite y Punto de quiebre, en Hispanoamérica) es una película estadounidense de acción de 1991, dirigida por Kathryn Bigelow y protagonizada por Patrick Swayze y Keanu Reeves en los papeles principales.

## Argumento
Johnny Utah (Keanu Reeves), un joven agente del FBI, es destinado a Los Ángeles a la unidad de asaltos bancarios de la agencia. Este decide investigar el caso de robos a bancos protagonizados por una banda de delincuentes que se hacen llamar Los expresidentes, quienes perpetran sus robos cubriéndose la cara con máscaras de Ronald Reagan, Richard Nixon, Lyndon B. Johnson y Jimmy Carter. Sus robos se caracterizan por llevarse únicamente el dinero de las cajas, sin ir jamás a las bóvedas, tardando sólo 90 segundos en entrar y salir.
El compañero de Johnny, el agente Angelo Pappas (Gary Busey), sospecha que los delincuentes son una banda de surfistas, teoría que se demuestra al encontrar varias pruebas que apuntan directamente a esa posibilidad. Por ello, Johnny se hace pasar por un surfista y se encuentra con Tyler Endicott (Lori Petty), una chica que le enseña los fundamentos del deporte para ser aceptado en la comunidad surfista y así empezar su investigación. Más adelante Tyler se enamora de Johnny empezando ambos una relación.
De esta manera Johnny conoce a Bodhi (Patrick Swayze), un hombre que vive al límite, siempre buscando actividades para tener la adrenalina a tope y con una filosofía de vida poco convencional. Poco a poco Johnny va siendo cautivado por la forma de pensar de Bodhi, lo que más adelante pondrá en peligro su misión.
Durante el transcurso de su misión encubierta, Johnny descubre que Bodhi y su grupo son en realidad Los expresidentes, y que los asaltos a bancos son el medio para poder financiar su estilo de vida, que los lleva de un lugar del mundo a otro, año tras año en busca de las mejores olas y las emociones más fuertes.
Los agentes los siguen y enfrentan en un asalto a un banco pero no pueden capturarlos. Al día siguiente Bodhi va por Johnny para invitarlo a saltar en paracaídas, simulando que nada ha pasado y luego dentro de una furgoneta le muestra un vídeo donde tienen a su novia amarrada a una silla con un cuchillo en su garganta en un elaborado plan para lograr escapar de los agentes del FBI. Bodhi advierte que solamente él puede ordenar su liberación, al estar secuestrada en un lugar muy alejado donde no pueden recibir llamadas de teléfonos, y le dice a Johnny que a cambio de volver a verla debe colaborar con ellos en un último asalto a otro banco, en donde todo termina saliendo mal al estar un policía de civil dentro del banco, desatando un tiroteo que provoca bajas entre la banda de Bodhi.
Johnny es detenido por la policía pero su amigo Angelo lo libera y van a buscar a la banda al aeropuerto, donde ya estaban listos para escapar en una avioneta alquilada a México. Angelo muere en el enfrentamiento y Johnny es llevado como rehén nuevamente. Volando bajo para no ser detectados por los radares de las autoridades, llegan hasta el lugar donde los esperan en medio de un desierto en México; todos saltan en paracaídas y Johnny queda abandonado en la avioneta sin paracaídas, pero este salta también detrás de Bohdi para lograr la liberación de su novia, la cual es liberada poco después.
Al final de la historia, Johnny Utah rastrea a Bodhi hasta la playa de Bells Beach en Australia, donde una gran tormenta eléctrica única en su clase está produciendo olas mortales, las más grandes del último medio siglo. Bodhi había hablado sobre este evento, al que llamaba "la tormenta de los 50 años", y sobre sus deseos de experimentarlo en persona. Johnny lo encuentra en la orilla del mar esperando la gran ola, e intenta arrestarlo.
Tras una breve pelea en la que logra esposar a Bodhi, éste le ruega que lo libere para cumplir el sueño de montar esa ola que no volverá a ver jamás en su vida. Sabiendo que no regresará con vida, Johnny lo libera y se despide de él mientras lo ve internarse en el mar. Mientras la policía local ve como Bodhi surfea la ola, que termina ahogándolo, Johnny se aleja, lanzando su placa del FBI a la orilla de la playa.

## Reparto
- Keanu Reeves como Johnny Utah.
- Patrick Swayze como Bodhi.
- Lori Petty como Tyler Endicott.
- Gary Busey como Angelo Pappas.
- John C. McGinley como Ben Harp.
- James LeGros como Roach.
- John Philbin  como Nathanial.
- Bojesse Christopher como Grommet.
- Julián Reyes como Álvarez.
- Daniel Beer como Babbit.
- Christopher Pettiet como el chico que alquila las tablas de surf.
- Vincent Klyn como Warchild.
- Chris Pedersen como Bunker.
- Anthony Kiedis como Tone.
- Tom Sizemore como el agente Dietz de la D.E.A.

## Premios
La película fue galardonada con el premio MTV Movie Awards 1992 en la categoría de "Actor más atractivo", para Keanu Reeves.

## Remake
En el año 2015 se estrenó una remake llamado Point Brake: Sin límites, con el mismo argumento aunque interpretada por diferentes actores, con Luke Bracey como Johnny Utah y Edgar Ramírez como Bodhi. Dicha película se estrenó el 25 de diciembre del 2015 con críticas variadas.